# زيارتبياملي (أديامان)
زيارتبياملي (بالتركية: Ziyaretpayamlı)‏ هي قرية كرديّة تتبع إداريّاً لمديرية أديامان في محافظة أديامان التركية الواقعة في جنوب شرق الأناضول. وبلغ عدد سكانها 47 نسمة في عام 2021.